# Eurysthaea liliputiana
Eurysthaea liliputiana är en tvåvingeart som först beskrevs av Mario Bezzi 1923.  Eurysthaea liliputiana ingår i släktet Eurysthaea och familjen parasitflugor.
Artens utbredningsområde är Seychellerna. Inga underarter finns listade i Catalogue of Life.